# Cultura Xindian

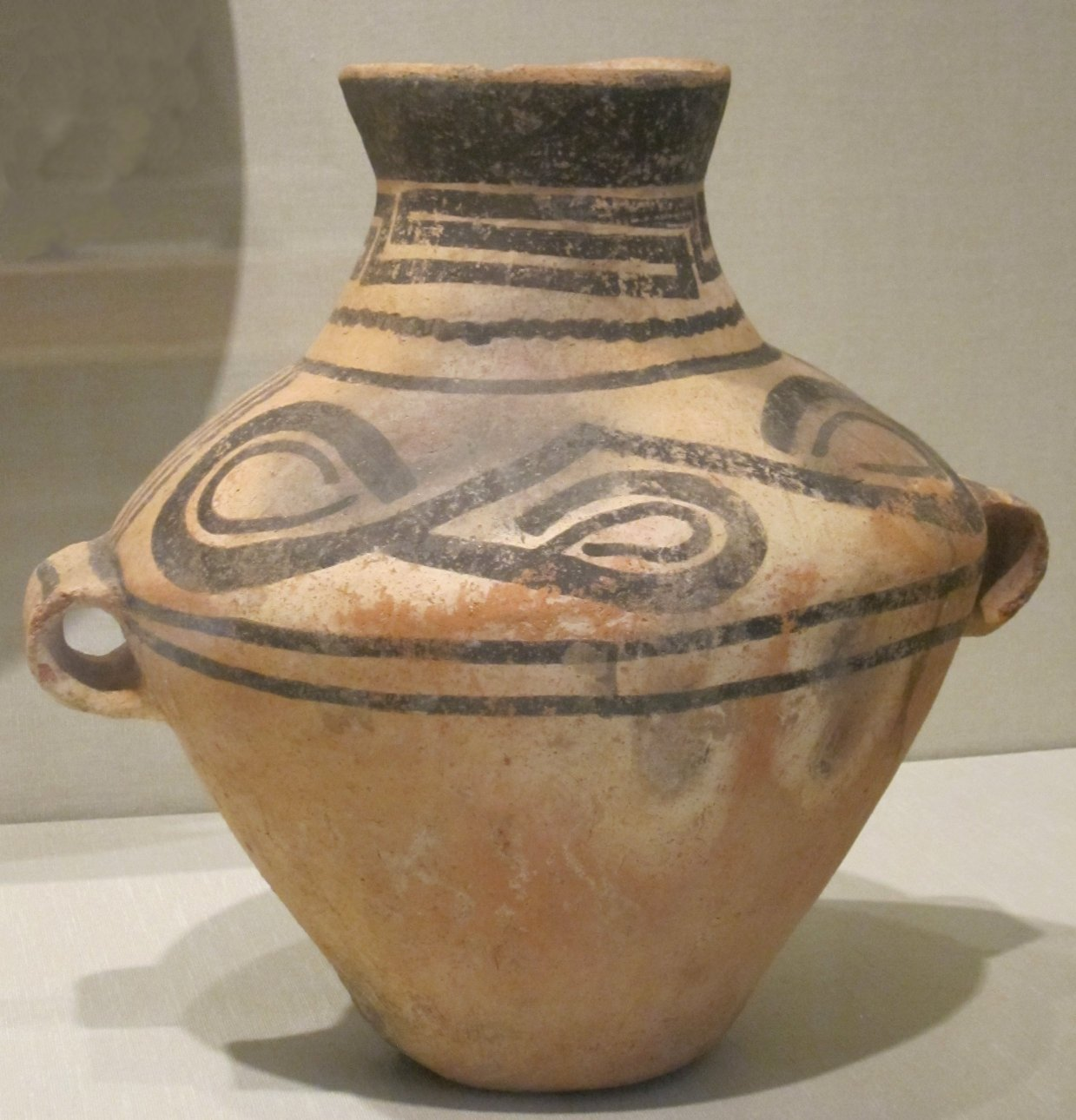
Atuell de Xindian amb dues nanses, Gansu, al voltant de 1.000 aC., ceràmica de terrissa pintada, Acadèmia de les Arts d'Honolulu.

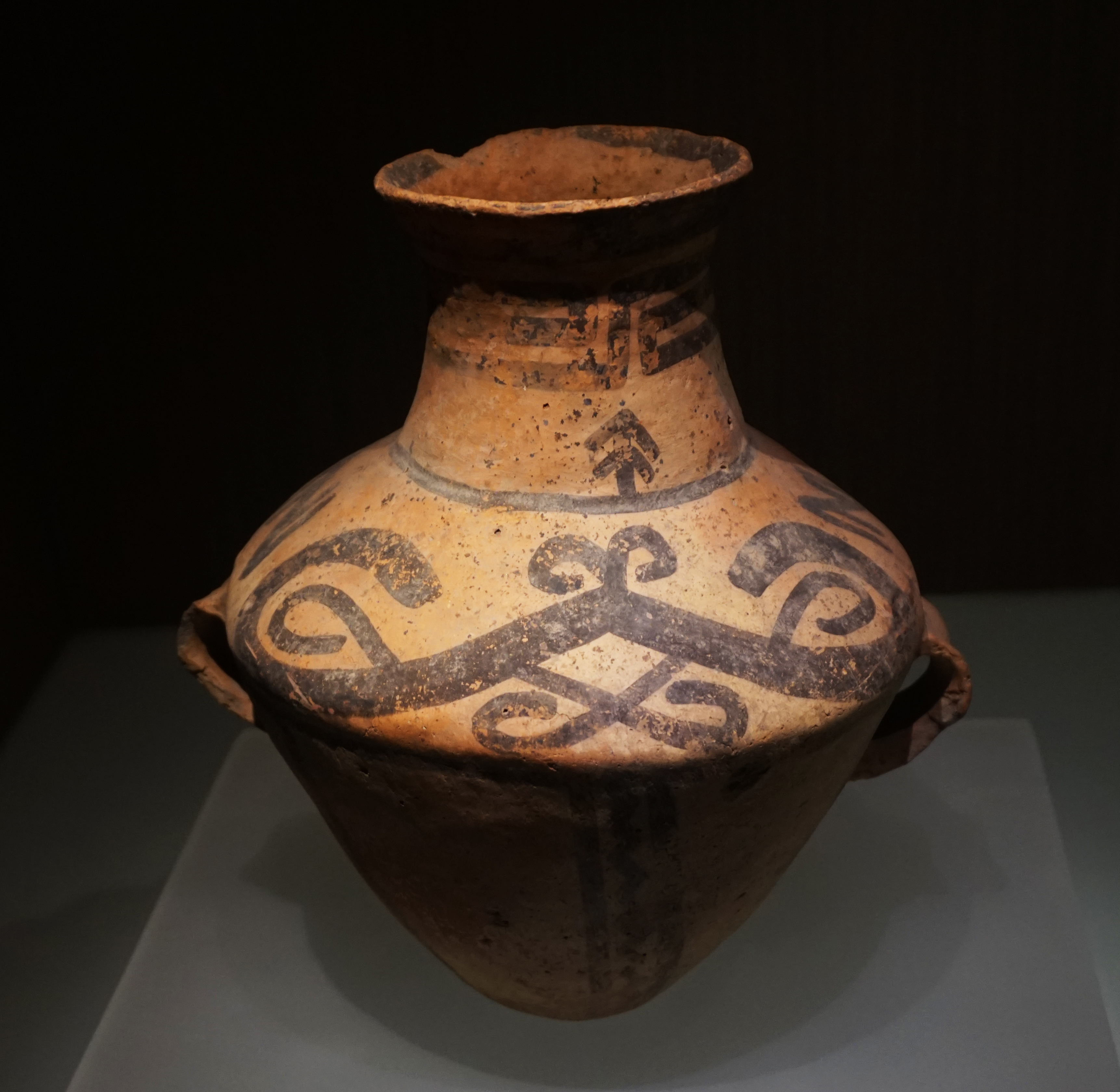
Altre exemplar de ceràmica de la cultura Xindian.

Cultura Xindian (en idioma xinès: 辛店文化; en pinyin:Xīndiàn wénhuà), va ser una cultura de l'edat de bronze a les províncies de Gansu i Qinghai a la Xina. La cultura de Xindian té data ca. 1500-1000 aC., una prova de radiocarboni d'un artefacte va produir una data prop del 1000 aC, que correspon aproximadament al període Zhou occidental de l'àrea de la Plana Central -en el curs mitjà i inferior del Riu Groc-.

## Geografia
La cultura Xindian porta el nom d'un lloc descobert en 1923-1924 a Xindian, comtat de Lintao, Gansu. La província és un elevat altiplà, amb una altura mitjana de 3.000 metres sobre el nivell del mar, envoltada d'altes muntanyes. La cultura es trobava principalment assentada a Gansu, en el curs mitjà i inferior del riu Tao i el riu Daxia, i a Qinghai, a la conca del riu Huangshui.

## Context cultural
Aquesta cultura va ser predominantment agrícola, amb porcs reproductors i bestiar, als indrets del conreu es van trobar foneries de bronze i vestigis de producció de coure. Es van descobrir alguns petits bronzes a Huizui en el comtat de Lintao, que inclouen ganivets, punxons i botons.
Pertany a les cultures de terrisseria pintada que es troben a l'Àsia central, l'Índia i la Xina, entre d'altres. La cultura Xindian és posterior a la cultura Qijia; encara que l'evidencia de la ceràmica demostra una continuïtat cultural, amb una terra en general vermella i pintures geomètriques negres, no es troba genèticament relacionada amb ella.
La forma d'alguns recipients de ceràmica de la cultura Xindian, així com els patrons decoratius de la ceràmica revelen correlacions amb la cultura Tangwang.
A la mateixa àrea, molt a la vora, es troben els primers llocs distribuïts de la cultura contemporània Siba, encara que la cultura Xindian i la cultura Siba van seguir els seus propis camins de desenvolupament. La cultura Xindian més tardana va expandir a Westard i es va acostar a la cultura Kayue, possiblement va ser absorbida per aquesta darrera.